# ستيفن جاكسون
ستيفن جاكسون (بالإنجليزية: Stephen Jackson)‏ مواليد 5 أبريل 1978 في هيوستن، هو لاعب كرة سلة أمريكي سابق بدأ مسيرته الاحترافية في سنة 1997. يبلغ طوله 6 قدم 8 بوصة (2.0 م). لعب كمحترف لآخر مرة في 2014.

## فرق لعب لها
- بروكلين نتس
- سان أنطونيو سبرز
- أتلانتا هوكس
- إنديانا بايسرز

قولدن ستيت واريورز

## روابط خارجية
- ستيفن جاكسون على موقع إن بي أي (الإنجليزية)
- ستيفن جاكسون على موقع سبورتس رفرنس (الإنجليزية)
- ستيفن جاكسون على موقع كرة السلة الأوروبية.كوم (الإنجليزية)
- ستيفن جاكسون على موقع إي إس بي إن.كوم (الإنجليزية)
- ستيفن جاكسون على موقع ريلجم (الإنجليزية)
- ستيفن جاكسون على موقع بروبوليرز (الإنجليزية)